# Lambert Maassen
Lambert Maassen (Geldrop, 1941. szeptember 21. – Geldrop, 2018. május 5.) holland labdarúgó, csatár.

## Pályafutása
Az UNA korosztályos csapatában kezdte a labdarúgást, ahol 1961-ben mutatkozott be az első csapatban. 1961 és 1963 között a PSV Eindhoven labdarúgója volt és egy bajnoki címet szerzett a csapattal. 1963 és 1969 között a Den Haag együttesében szerepelt és holland kupa győzelmet ért el a csapattal. 1967-ben kölcsönben szerepelt az amerikai Golden Gate Galesben.

## Sikerei, díjai
PSV Eindhoven
- Holland bajnokság
  - bajnok: 1962–63

 ADO Den Haag
- Holland kupa (KNVB)
  - győztes: 1968